# Galactose-1-phosphate uridylyltransférase
La galactose-1-phosphate uridylyltransférase (GALT) est une nucléotidyltransférase qui catalyse la réaction :
UDP-α-D-glucose + α-D-galactose-1-phosphate  {\displaystyle \rightleftharpoons }  α-D-glucose-1-phosphate + UDP-α-D-galactose.
Cette enzyme intervient dans la voie de Leloir de dégradation du galactose.